# Matthew Daddario
Matthew Quincy Daddario (ur. 1 października 1987 w Nowym Jorku) – amerykański aktor telewizyjny i filmowy. Najbardziej znany z roli Aleca Lightwooda w produkcji stacji Freeform, serialu fantasy Shadowhunters.

## Życiorys
Matthew Daddario wychował się i dorastał w Nowym Jorku. Jest synem Christiny, prawniczki i Richarda Daddario, prokuratora i byłego szefa sekcji antyterrorystycznej NYPD za czasów burmistrza Nowego Jorku Michaela Bloomberga. Ma dwie siostry, starszą, aktorkę Alexandrę Daddario i młodszą, Catharine Daddario. Jego dziadkiem był Emilio Q. Daddario, reprezentant stanu Connecticut od 1959 do 1971. Posiada włoskie, irlandzkie, węgierskie i angielskie korzenie. Uczęszczał do Collegiate School of New York City, następnie studiował zarządzanie na Indiana University Bloomington. Studia ukończył w 2010.

### Kariera
Daddario zadebiutował w 2012 roku jako Aaron w dramacie romantycznym Breathe In, w reżyserii Drake’a Doremusa. W tym samym roku zagrał rolę Channinga w komedii Wykapany ojciec, reżyserii Kena Scotta. W 2014 Daddario wcielił się w rolę Danny’ego Ladouceura w filmie Gdy stawka jest wysoka, gdzie zagrał u boku Jima Caviezela, Laury Dern i Alexandra Ludwiga.
W 2015 roku występował jako Gabriel w komedii Naomi and Ely's No Kiss List. W maju 2015 roku Daddario został wybrany do roli Aleca Lightwooda w produkcji stacji Freeform, serialu fantasy Shadowhunters, opartym na serii książek Dary anioła autorstwa Cassandry Clare. Emisja pierwszego odcinka odbyła się 12 stycznia 2016 roku. W tym samym roku Daddario wystąpił w horrorze Cabin Fever reżyserii Travisa Zariwny.

## Filmografia

### Filmy
- 2012: The Debut jako Peter Hamble
- 2013: 36 Saints jako Sebastian
- 2013: Wykapany ojciec jako Channing
- 2013: Breathe In jako Aaron
- 2014: Growing Up (and Other Lies) jako Peter
- 2014: Gdy stawka jest wysoka jako Danny Ladouceur
- 2015: Naomi and Ely's No Kiss List jako Gabriel
- 2016: Cabin Fever jako Jeff
- 2016: The Last Hunt jako Matthias

### Seriale TV
- 2016: Shadowhunters jako Alec Lightwood
- 2019: Dlaczego kobiety zabijają? (ang. Why Women Kill) jako Scooter Polarsky (2. sezon)

## Nagrody i nominacje
| Rok  | Nagroda            | Kategoria                                 | Nominowana produkcja | Wynik             | Link   |
| ---- | ------------------ | ----------------------------------------- | -------------------- | ----------------- | ------ |
| 2016 | Teen Choice Awards | Choice TV: Breakout Star                  | Shadowhunters        | Wygrana           | [ 8 ]  |
| 2016 | MTV Fandom Awards  | Ship of the Year (razem z Harry Shum Jr.) | Shadowhunters        | Nominacja         | [ 9 ]  |
| 2017 | Teen Choice Awards | Choice TV Actor: Fantasy/Sci-Fi           | Shadowhunters        | Nierozstrzygnięty | [ 10 ] |